# Lista över öar i Albanien
Detta är en ofullständig lista över öar i Albanien.

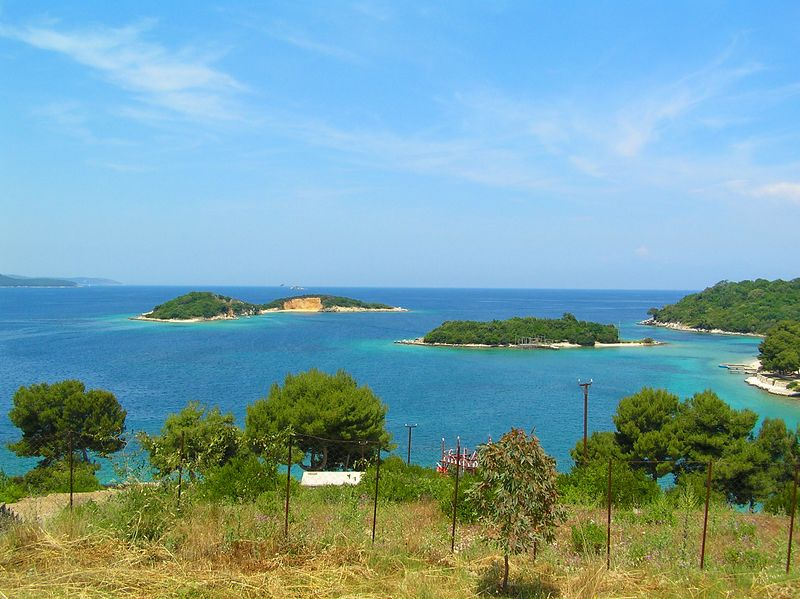
Ksamiliöarna.

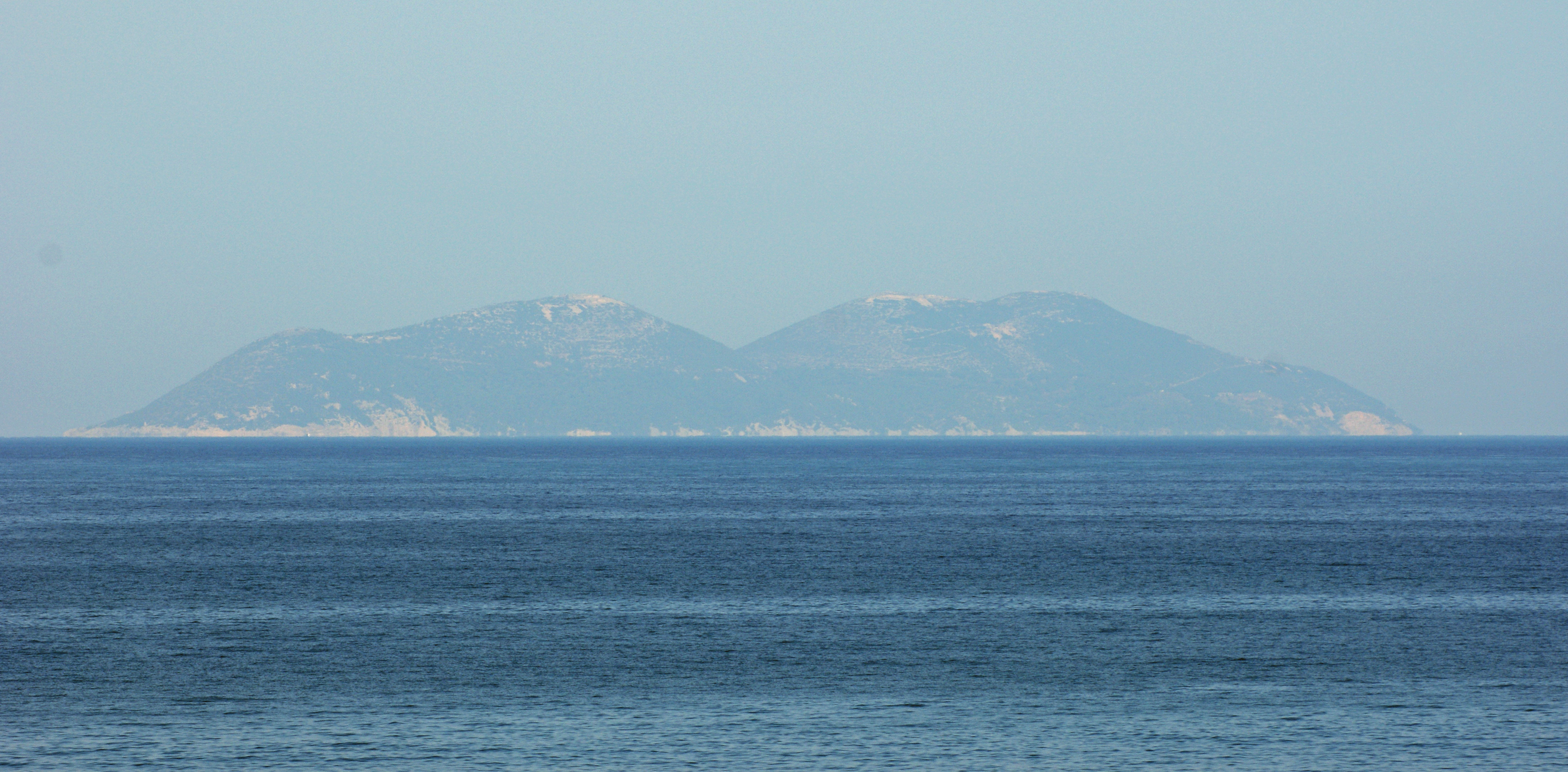
Sazan sedd från staden Vlora.

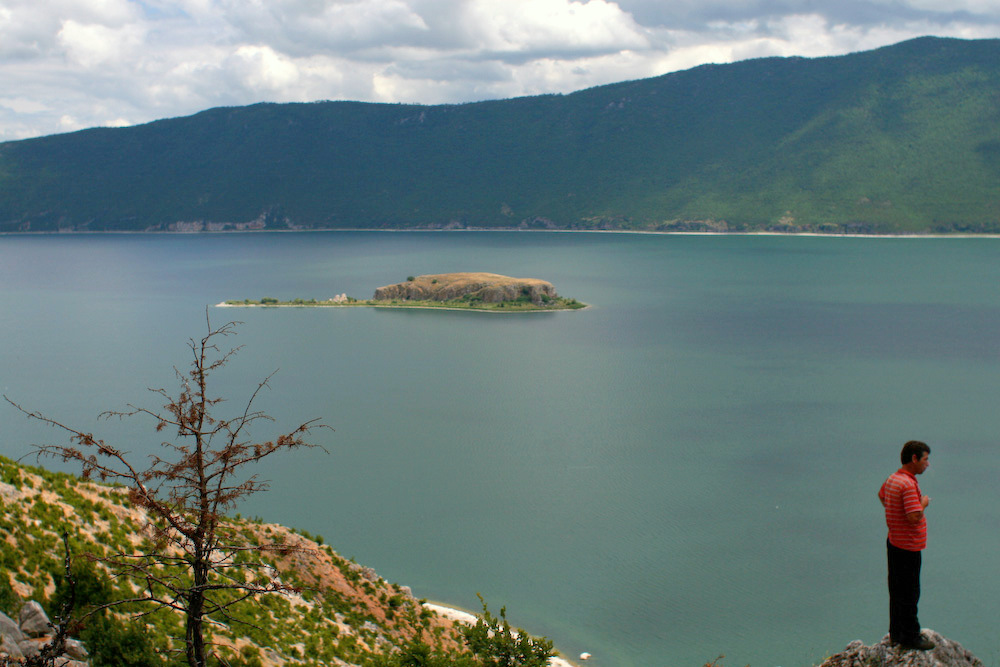
Ön Maligrad i Prespasjön.

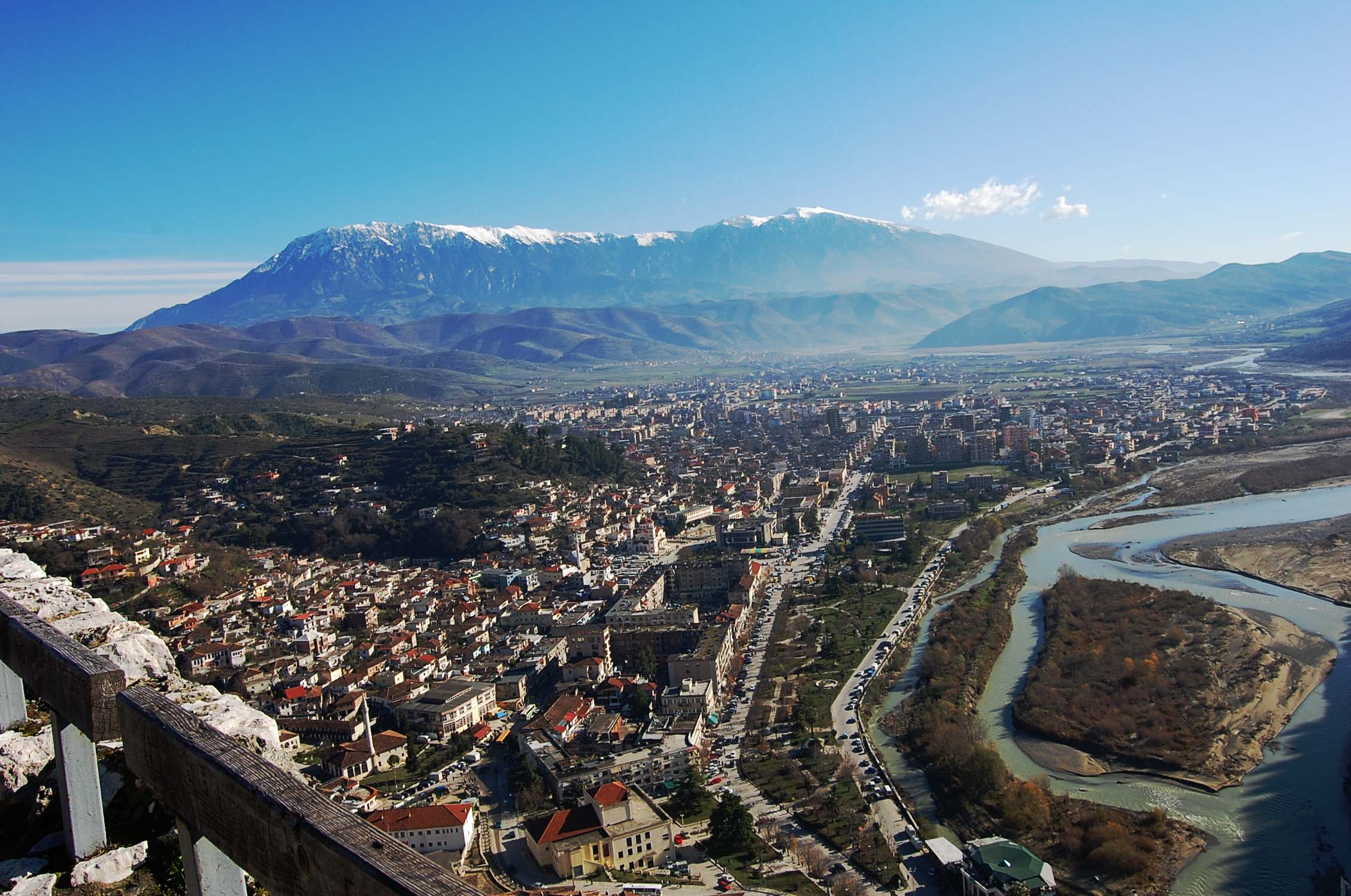
Beratiön i floden Osum.

## Lista över öar
| Nr | Namn                    | Area (km²), (ha) | Koordinater                                   | Läge                   |
| -- | ----------------------- | ---------------- | --------------------------------------------- | ---------------------- |
| 1  | Sazan                   | 5,7 (570 ha)     | 40°30′N 19°17′Ö / 40.500°N 19.283°Ö           | Adriatiska havet       |
| 2  | Kunë                    | 1,4 (140 ha)     | 41°45′47″N 19°34′54″Ö / 41.76306°N 19.58167°Ö | Adriatiska havet       |
| 3  | Ishulli i Malsorit      | 0,4 (40 ha)      | 42°00′30″N 19°27′38″Ö / 42.00833°N 19.46056°Ö | Bunafloden             |
| 4  | Ishulli i Zvërnecit     | 0,1 (10 ha)      | 40°31′02″N 19°24′06″Ö / 40.51722°N 19.40167°Ö | Laguna e Nartës        |
| 5  | Ksamiliöarna            | 0.09 (9 ha)      | 39°46′30″N 19°59′42″Ö / 39.77500°N 19.99500°Ö | Joniska havet          |
| 6  | Ishulli i Shurdhahit    | 0,075 (7,5 ha)   | 42°04′12″N 19°39′11″Ö / 42.07000°N 19.65306°Ö | Liqeni i Vaut të Dejës |
| 7  | Maligrad                | 0,05 (5 ha)      | 40°47′31″N 20°55′59″Ö / 40.79194°N 20.93306°Ö | Prespasjön             |
| 8  | Ishulli i Franc Jozefit | 0,05 (5 ha)      | 41°50′50″N 19°22′29″Ö / 41.84722°N 19.37472°Ö | Adriatiska havet       |
| 9  | Ishulli Beratit         | 0,03 (3 ha)      | 40°42′10″N 19°57′05″Ö / 40.70278°N 19.95139°Ö | Osum (flod)            |
| 10 | Kukës                   | 0,025 (2,5 ha)   | 42°05′43″N 20°22′21″Ö / 42.09528°N 20.37250°Ö | Liqeni i Fierzës       |
| 11 | Tongo                   | 0,025 (2,5 ha)   |                                               | Joniska havet          |
| 12 | Ishulli i Elizabeta     | 0,02 (2 ha)      | 39°41′25″N 20°00′20″Ö / 39.69028°N 20.00556°Ö | Joniska havet          |
| 13 | Ishulli i Stilit        | 0,006 (0,6 ha)   | 39°41′07″N 19°59′22″Ö / 39.68528°N 19.98944°Ö | Joniska havet          |
| 14 | Ishulli i Paqes         | 0,003 (0,3 ha)   | 42°09′57″N 19°52′43″Ö / 42.16583°N 19.87861°Ö | Komani                 |